# Канаринчева љубовца
„Канаринчева љубовца” је југословенски ТВ филм из 1988. године. Режирао га је Данијел Марушић а сценарио је написала Зора Дирнбах по делу Аугуста Шеное.

## Улоге
| Глумац            | Улога |
| ----------------- | ----- |
| Миљенка Андроић   |       |
| Златко Црнковић   |       |
| Ружица Ђамић      |       |
| Вања Драх         |       |
| Зијад Грачић      |       |
| Зденка Хершак     |       |
| Винко Лисјак      |       |
| Вања Матујец      |       |
| Звонимир Торјанац |       |
| Златко Витез      |       |